# Субханкулово
Субханку́лово (рос. Субханкулово, башк. Собханғол) — село (в минулому селище міського типу) у складі Туймазинського району Башкортостану, Росія. Адміністративний центр Субханкуловської сільської ради.
Населення — 5598 осіб (2010; 5663 у 2002).
У період 1963-2004 років село мало статус селища міського типу.